# Stig Rune Kveen
Stig Rune Kveen (* 28. Juni 1980) ist ein ehemaliger norwegischer Skilangläufer.

## Werdegang
Kveen, der für den IL Varden und den Strindheim IL startete, lief im Dezember 2000 in Orsa sein erstes Rennen im Continental-Cup und belegte dabei den 16. Platz im Sprint. Sein erstes von insgesamt 14 Weltcuprennen absolvierte er im März 2001 in Oslo, welches er auf dem 59. Platz im Sprint beendete. In der Saison 2004/05 kam er im Scandinavian-Cup fünfmal unter die ersten Zehn und errang damit den zweiten Platz in der Gesamtwertung. Dabei gelang ihn der zweite Platz über 15 km klassisch in Veldre. Im März 2005 holte er in Oslo und in Göteborg jeweils mit dem 16. Platz im Sprint seine ersten und einzigen Weltcuppunkte. In der folgenden Saison erreichte er im Scandinavian-Cup mit vier Top-Zehn-Platzierungen, darunter Platz drei über 15 km klassisch in Skellefteå, den vierten Platz in der Gesamtwertung. Im Jahr 2006 und 2007 wurde er  norwegischer Meister mit der Staffel von Strindheim IL jeweils zusammen mit Krister Trondsen und Petter Northug. In der Saison 2006/07 errang er mit vier Ergebnissen unter den ersten Zehn, den sechsten Platz in der Gesamtwertung des Scandinavian-Cups. Sein letztes Weltcuprennen lief er im März 2007 in Oslo, welches er auf dem 39. Platz über 50 km klassisch beendete.